# Balthasar Fiebus der Jüngere
Balthasar Fiebus (Schreibweise bei Macco: Feibus; * 18. November 1646 in Aachen; † 1714 oder 1715) war ein deutscher Politiker und Bürgermeister der Reichsstadt Aachen.

## Leben und Wirken
Balthasar Fiebus stammte von einer katholischen Patrizierfamilie ab und war der Sohn des mehrmaligen Aachener Bürgermeisters Nikolaus Fiebus und dessen Frau aus zweiter Ehe, Agathe Rickers aus Hambach. Obwohl von Haus aus Brauer und Forstmeister stieg er in die Kommunalpolitik ein. Aus den Reihen der Zünfte wurde Fiebus in den Jahren 1695/96, 1697/98, 1699/1700, 1701/02, 1703/04, 1705/06, 1707/08, 1709/10, 1711/12 und 1713/14 zum Bürger-Bürgermeister gewählt. In seiner dritten bis fünften Amtszeit regierte er Aachen ohne den üblichen zweiten Bürgermeister aus den Reihen der Schöffen, da zwischen 1671 und 1673 die Schöffen aus Protest gegen die Stadt Aachen keinen Kandidaten aus ihren Reihen vorgeschlagen hatten, weil ihr Kandidat für 1670 nicht vom Rat anerkannt worden war.
Es war die Hochphase der Aachener Mäkelei, bei der es im Aachener Stadtrat zu Auswüchsen von Korruption und meist familieninternen Posten-Absprachen gekommen war. So kam es unter anderem dazu, dass sich Balthasar Fiebus mit seinem Schwager Mathias Maw ebenso wie bereits zuvor sein Vater mit dessen Schwager Gerlach Maw jährlich im Amt des Bürger-Bürgermeisters über Jahre hinweg abwechselten. 
Balthasar Fiebus war verheiratet mit Maria Anna de Fays aus Lüttich, Kinder sind nicht überliefert. Ihm gehörte eine Brauerei in der Peterstraße, die er 1694 verkauft hatte und dafür im Jahr 1711 das Gut Klein Beulardstein im heutigen Ortsteil Laurensberg erwarb. Er verstarb je nach Quelle entweder 1714 oder 1715.

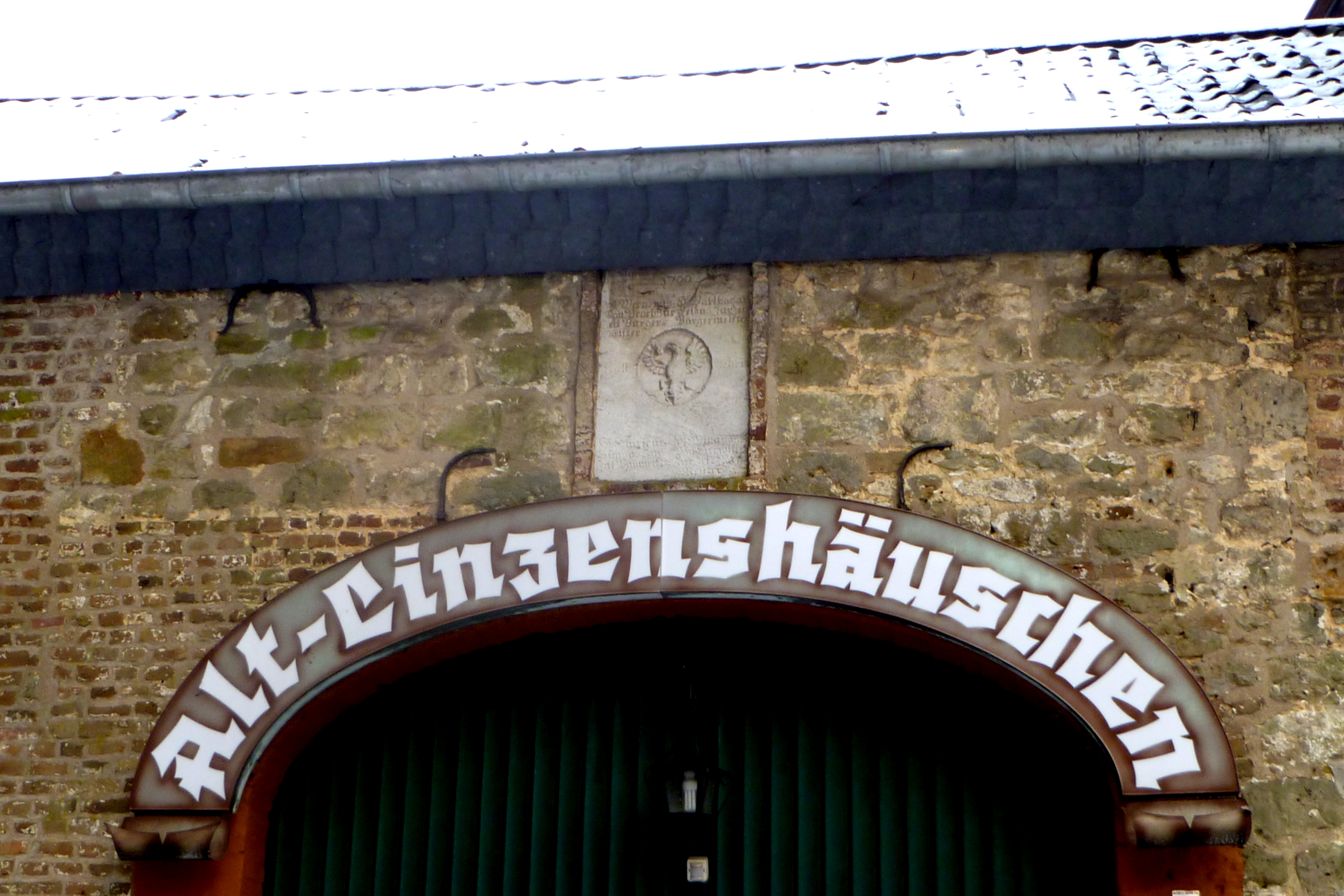
Wappenstein von Broich/Fiebus über dem Torbogen von Alt-Linzenshäuschen

Ein Wappen von Balthasar Fiebus und dem Schöffenbürgermeister Werner von Broich mit der Jahreszahl 1700 befindet sich derzeit über dem Eingang von Alt-Linzenshäuschen, nachdem es zuvor an einer benachbarten und mittlerweile abgerissenen Einsiedelei angebracht worden war. Ein zweiter Stein mit dem Wappen der beiden Bürgermeister und der Jahreszahl 1708 ist in einer Remise im Haus Ludwigsallee 65 eingemauert. Bei all diesen Steinen sind zudem die Wappen der jeweiligen amtierenden Baumeister eingraviert.